# Belastingrente
Belastingrente en invorderingsrente, geregeld in de Algemene wet inzake rijksbelastingen, zijn vormen van rente die worden berekend op belastingbedragen die de belastingplichtige verschuldigd is aan de Nederlandse Belastingdienst of omgekeerd. De rente is enkelvoudig en minimaal 4% per jaar (2022: 4%).
De belastingrente ziet op de periode tot aan de vaststelling van de betalingsverplichting of het recht op teruggaaf bij een belastingaanslag. De invorderingsrente heeft betrekking op het feitelijk te laat betalen aan de Belastingdienst van een belastingaanslag en de feitelijke uitbetaling door de Belastingdienst van een belastingteruggaaf.

## Belastingrente
Bij bijvoorbeeld de inkomstenbelasting is het zo dat wie aangifte inkomstenbelasting voor het jaar T doet vóór 1 mei T+1 geen belastingrente betaalt, behalve eventueel als de aanslag hoger is dan volgens de aangifte. Als uitstel van aangifte wordt gevraagd en gekregen wordt belastingrente gerekend over de periode van 1 juli T+1 tot 6 weken na de datum op de aanslag, over het (bij) te betalen bedrag. 
Er gelden regels zoals dat de belastingplichtige geen rente hoeft te betalen als de late betaling komt door de late aanslag ondanks tijdige aangifte, en dat de belastingplichtige geen rente krijgt als de late teruggaaf komt door zijn late aangifte.

## Invorderingsrente
Invorderingsrente gaat pas lopen wanneer een belastingplichtige een aanslag niet op tijd heeft betaald. De rente begint te lopen wanneer de belastingplichtige de belastingaanslag had moeten betalen en eindigt op het moment dat hij daadwerkelijk heeft betaald. Vaak betekent dit dat ook na het (te laat) betalen van de aanslag de belastingdienst een herinnering zal sturen dat er ook nog een bedrag openstaat, doordat de rente bij de aanslag is opgeteld.

## Achterliggende gedachte
Omdat (materiële) belastingschulden worden opgebouwd door het plaatsvinden van belastbare feiten (bijvoorbeeld het verdienen van loon, salaris, winst of dividend, of het realiseren van omzet), betekent dit dat men gedurende het belastingtijdvak langzaam een schuld opbouwt. Betaalt men nu naar verhouding meer aan voorlopige aanslagen dan men uiteindelijk verschuldigd zal zijn, dan bouwt de belastingdienst een schuld aan de belastingplichtige op. En omdat men over gewone schulden ook rente betaalt, wordt hier ook rente berekend.

## Samenhang met aanslag, boetes en kosten
Wanneer men een aanslag met rente betaalt, dan wordt een betaling eerst van de rente afgetrokken en daarna van de daadwerkelijke aanslag. Eventuele fiscale boetes en (betekenings)kosten komen voor de rente. Boetes en andere verhogingen zijn zelf in principe niet rentedragend. De rente zelf eveneens niet, omdat deze enkelvoudig berekend wordt.

## Reactie op hoge en lage rente bij de fiscus
In tijde van hoge rentestand lieten bedrijven zich hoge voorlopige aanslagen opleggen en betaalden deze om zodoende een hoogrenderende vordering jegens de Belastingdienst op te bouwen, het 'sparen bij de fiscus'. Wanneer de rente laag stond, werd het weer aantrekkelijk om opzettelijk lang te wachten met het doen van aangifte of te laat te betalen.

## Bezwaar en beroep
Oorspronkelijk was de gangbare opvatting dat Belastingrente niet vatbaar is voor bezwaar, ook niet als het geheel aan de belastingdienst is te wijten dat iemand na jaren een door Belastingrente fors opgelopen bedrag moet betalen. Het geld had men immers in deze periode tegen een soortgelijk of hoger rendement kunnen investeren. Aan deze maatschappelijke kritiek is enigszins tegemoetgekomen: belastingrente wordt in sommige gevallen achterwege gelaten (zie boven) en is bovendien vatbaar voor bezwaar en beroep.